# 有頂天LOVE
《有頂天LOVE》是日本的女子偶像組合S/mileage的第6張单曲，於2011年8月3日由hachama发售。

## 概要
- 《有頂天LOVE》是S/mileage1期成員小川紗季的畢業單曲，亦是S/mileage加入新成員前的最後一張單曲。
- 此單曲有5個版本，分別有「初回生産限定盤A - D」和「CD ONLY」。「初回生産限定盤A - C」收錄了《有頂天LOVE》的PV。
- 「初回生産限定盤A - D」收錄了B面曲「自行車Chiririn」，而「CD ONLY」收錄了洗牌組合三人祭的《Kiss! 夏日派對》。
- 在9月26日於Oricon公信榜單曲週排行榜取得第5位。

## 收錄内容

### CD（初回生産限定盤A - D）
1. 有頂天LOVE
（作詞、作曲：淳君　編曲：大久保薫）
2. 自行車Chiririn（自転車チリリン）
（作詞、作曲：淳君　編曲：藤澤慶昌）
3. 有頂天LOVE(Instrumental)

### CD（CD ONLY）
1. 有頂天LOVE
2. Kiss! 夏日派對（チュッ! 夏パ〜ティ）
（作詞、作曲：淳君　編曲：大久保薫）
3. 有頂天LOVE(Instrumental)

### DVD（初回生産限定盤A）
1. 有頂天LOVE（Dance Shot Ver.）

### DVD（初回生産限定盤B）
1. 有頂天LOVE（4Shot Lip Ver.）

### DVD（初回生産限定盤C）
1. 有頂天LOVE（School Chorus Ver.）